# Гришко Анатолій Валерійович
Гришко Анатолій Валерійович — радянський, російський кінооператор і кінорежисер.
Народивася 8 серпня 1952 р. в Москві. 
Закінчив операторський факультет Всесоюзного державного інституту кінематографії (1975, майстерня Б. Волчека).
З 1977 — оператор-постановник кіностудії ім. М. Горького.

## Фільмографія
Режисер-постановник:
- «Дідусь хороший, але... не говорить куди сховав гроші» (1993, у співавт.)
- «Квадрат» (1995)

Оператор-постановник:
- «Злий дух Янбуя» (1978, у співавт.)
- «Народжені бурею» (1981)
- «Межа бажань» (1982)
- «Йшов четвертий рік війни...» (1983)
- «Слідопит» (1987)
- «Біндюжник і король» (1989)
- «Феофанія, яка малює смерть» (1991, Kodiak Films, Babylon Productions, Одеська кіностудія)
- «Тільки не йди» (1992)
- «Сніданок з видом на Ельбрус» (1993)
- «Дідусь хороший, але... не говорить куди сховав гроші» (1993)
- «Привид будинку мого» (1994)
- «Королі російського розшуку» (1996)
- «КАмпот» (2007, Україна) та ін.